# 内名駅
内名駅（うちなえき）は、広島県庄原市東城町竹森にある、西日本旅客鉄道（JR西日本）芸備線の駅である。

## 歴史
- 1955年（昭和30年）7月20日：芸備線の備後八幡 - 小奴可間に新設開業[1]。旅客のみを取り扱う駅員無配置駅[2]。
- 1987年（昭和62年）4月1日：国鉄分割民営化により、西日本旅客鉄道の駅となる[1]。

## 駅構造
備後落合方面に向かって右側に単式ホーム1面1線を有する地上駅（停留所）。駅舎はなく直接ホームに入る形になっているが、ホーム上に待合室が設置されている。
新見駅管理の無人駅であり、自動券売機等の設備はない。
なお、トイレ（男女共用、汲取り式）は待合室の横にある階段を下りた所にある。

## 利用状況
1日平均の乗車人員は以下の通り。
| 年度               | 1日平均 乗車人員 | 出典        |
| ------------------ | ---------------- | ----------- |
| 1981年（昭和56年） | 17               |             |
| 1990年（平成2年）  | 17               |             |
|                    |                  |             |
| 2002年（平成14年） | 0                | [ 3 ]       |
| 2003年（平成15年） |                  |             |
| 2004年（平成16年） |                  |             |
| 2005年（平成17年） |                  |             |
| 2006年（平成18年） |                  |             |
| 2007年（平成19年） |                  |             |
| 2008年（平成20年） |                  |             |
| 2009年（平成21年） |                  |             |
| 2010年（平成22年） |                  |             |
| 2011年（平成23年） | 1                | [ 4 ]       |
| 2012年（平成24年） | 1                | [ 4 ]       |
| 2013年（平成25年） | 1                | [ 4 ]       |
| 2014年（平成26年） | 1                | [ 5 ] [ 4 ] |
| 2015年（平成27年） | 1                | [ 4 ]       |
| 2016年（平成28年） | 0                | [ 4 ]       |
| 2017年（平成29年） | 3                | [ 4 ]       |
| 2018年（平成30年） | 2                |             |
| 2019年（令和元年） | 3                |             |
| 2020年（令和2年）  | 1                |             |
| 2021年（令和3年）  | 0                |             |

## 駅周辺
- 成羽川
- 広島県道450号内堀備後八幡停車場線

## 隣の駅
西日本旅客鉄道（JR西日本）
 芸備線
■快速・■普通
備後八幡駅 - 内名駅 - 小奴可駅